# Avraam Papadopoulos
Avraam Papadopoulos (griechisch Αβραάμ Παπαδόπουλος, * 3. Dezember 1984 in Melbourne, Australien) ist ein ehemaliger griechischer Fußballspieler, der zuletzt bei Olympiakos Piräus unter Vertrag stand. Seine bevorzugte Position war die Innenverteidigung.

## Karriere
Papadopoulos begann seine Karriere beim griechischen Klub Digenis Lakkomatos. Im Jahr 2001 wechselte er zum griechischen Erstligisten Aris Thessaloniki. Dort gelang ihm als 18-Jähriger im Jahr 2002 der Sprung in die erste Mannschaft. In den ersten Jahren spielte Papadopoulos als hängende Spitze. Nach und nach orientierte er sich weiter in die Defensive und wurde zunächst als defensiver Mittelfeldspieler und schließlich als Abwehrspieler eingesetzt. 2006 wechselte er von der Position des rechten Außenverteidigers auf seine aktuelle Position, die Innenverteidigung.
Im Sommer 2008 wechselte Papadopoulos zum griechischen Verein Olympiakos Piräus, dem er bis zum Sommer 2014 angehörte.
Im Sommer 2014 wechselte er ablösefrei in die türkische Süper Lig zu Trabzonspor. Bereits zur Rückrunde verkaufte ihn sein Klub gegen eine Ablösesumme von 285.000 Euro an den chinesischen Verein Shanghai Shenhua.
Es folgte eine einjährige Station beim japanischen Verein Júbilo Iwata, bevor er im Frühjahr 2017 nach Australien zu Brisbane Roar wechselte. Im Januar 2019 schloss er sich Olympiakos Piräus an, wo er 2022 seine Karriere beendete.

## Nationalmannschaft
Avraam Papadopoulos spielte in den Jahren bei Aris neunmal in der griechischen U-21-Auswahl. Am 1. Februar 2008 wurde er von Otto Rehhagel erstmals für die griechische Nationalmannschaft nominiert und debütierte am 5. Februar 2008 gegen Tschechien. Er stand im Kader für die Fußball-Weltmeisterschaft 2010 in Südafrika. Papadopoulos bestritt alle drei Vorrundenspiele, konnte jedoch das Ausscheiden seiner Mannschaft nicht verhindern. Im Eröffnungsspiel der Fußball-Europameisterschaft 2012 gegen Polen zog sich Papadopoulos einen Kreuzbandriss zu und fiel für mehrere Monate aus.

## Titel und Erfolge
- Griechischer Fußballer des Jahres 2010/11
- Griechischer Meister 2008/09, 2010/11, 2011/12, 2012/13, 2013/14, 2019/20, 2020/21, 2021/22 mit Olympiakos Piräus
- Griechischer Pokalsieger 2008/09, 2011/12, 2012/13, 2019/20 mit Olympiakos Piräus